# Aristizza Romanescu
Aristizza Romanescu (n. 24 decembrie 1854, Craiova, Țara Românească – d. 4 iunie 1918, Iași, România) a fost o actriță română de scenă, profesoară de declamație la Conservatorul de Artă Dramatică din București. A fost căsătorită cu actorul Grigore Manolescu.

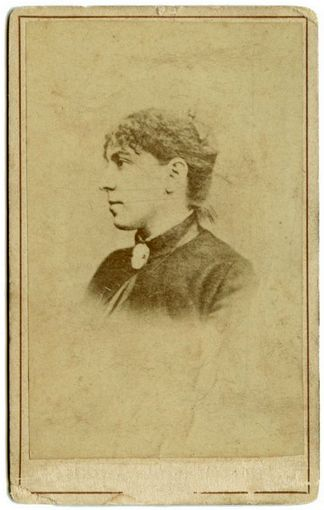
Aristizza Romanescu (foto)

## Date biografice

### Familie
Fiică a actorilor Constantin Demetriad și Paulina Stavrescu, Aristizza Romanescu a debutat la vârsta de 18 ani, în 1872, la teatrul din Craiova, în trupa cunoscutului cupletist I. D. Ionescu. Aristizza Romanescu era verișoara primară cu celebra mezzo-soprană de faimă mondială, Elena Teodorini, și nepoata actorilor Ion Vladicescu și Raluca Stavrescu.

### Studii, carieră artistică

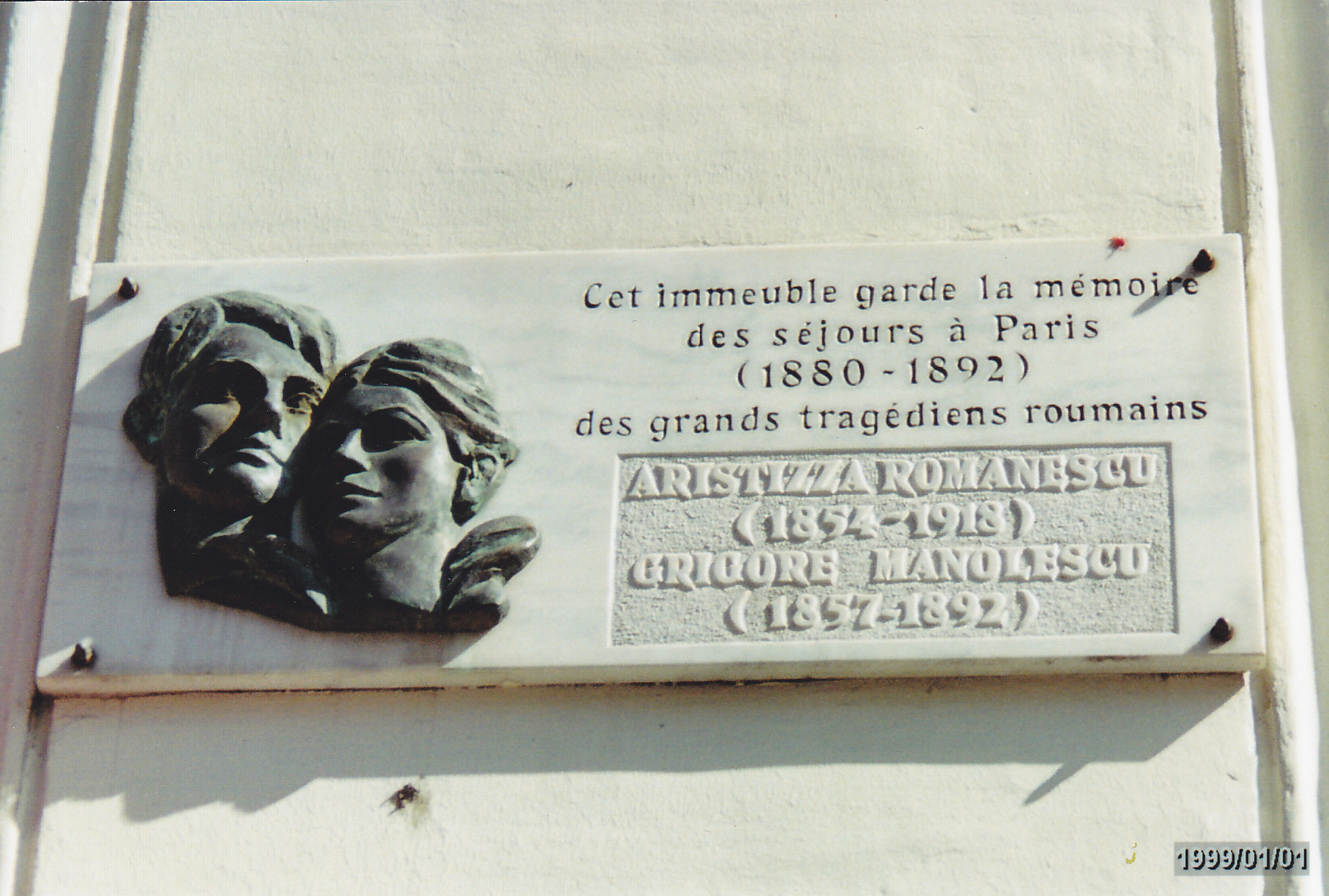
Placă memorială, Rue Croix des Petit Champs, 4, Paris, 75001, sculptor Elena Surdu Stănescu.

A studiat ca bursieră la Paris,1880-1881, împreună cu actorul Grigore Manolescu, partenerul ei. La Paris studiază cu profesorii Delaunay și Got, perfecționându-și mijloacele de expresie. Revenită în România, Aristizza Romanescu a jucat pe scena Teatrului Național din București și a celui din Iași, în piesele Fântâna Blanduziei și Ovidiu de Vasile Alecsandri, O scrisoare pierdută, O noapte furtunoasă și Năpasta de I. L. Caragiale, Romeo și Julieta, Othello și Macbeth de W. Shakespeare, Tartuffe de Molière, Ruy Blas și Hernani de Victor Hugo.  Jocul ei s-a caracterizat printr-o plastică desăvârșită a mișcării, armonizată cu o voce cristalină și o dicție impecabilă. Mimica ei sugestivă exterioriza puternic emoțiile pe care sensibilitatea ei le trăia.
A jucat pe scena Teatrului Național din Iași și a fost remarcată de primul director al Teatrului Național din Capitală, scriitorul Ion Ghica, care i-a încredințat rolul principal din tragedia Roma învinsă, de A. Parodi, tradusă în versuri de I.L. Caragiale. Din 1877, a fost angajată la București de Societatea dramatică.
În anul 1891, alături de soțul ei, Grigore Manolescu, întreprinde primul turneu românesc la Viena cu piesele Mândrie și amor de Georges Ohnet, Nerone de P. Coșea și Hamlet și Romeo și Julieta de Shakespeare.
A fost profesoara unor mari actrițe: Marioara Voiculescu, Maria Ventura, Lucia Sturdza-Bulandra, Maria Filotti, Sonia Cluceru.

### Film
A apărut în primul film românesc, Independența României, realizat între 1911 și 1912, interpretând rolul unei surori de caritate. 

### Articole biografice
- Celebra actriță Aristizza Romanescu Arhivat în 10 ianuarie 2012, la Wayback Machine., 22 decembrie 2004, Ionel Maftei, Evenimentul
- Adevăruri de altădată: O mare actriță, 10 mai 2011, Adevărul
- Vă mai amintiți de... Aristizza Romanescu, 10 mai 2011, Adevărul
- Aristizza Romanescu, 30 de ani. Amintiri, Editura de Stat pentru Literatură și Artă, 1960 (204 pagini)